# Pech-Luna
Pech-Luna es una comuna francesa situada en el departamento de Aude, en la región de Occitania.

## Demografía
| 139 | 114 | 99 | 112 | 93 | 80 | 75 |
| Para los censos de 1962 a 1999 la población legal corresponde a la población sin duplicidades (Fuente: INSEE [Consultar]) |     |    |     |    |    |    |